# Landkreis Darmstadt-Dieburg
Landkreis Darmstadt-Dieburg is een Landkreis in de Duitse deelstaat Hessen. Het bestuur zetelt in de stad Darmstadt die zelf als kreisfreie Stadt geen deel uitmaakt van het Landkreis. De Landkreis telt 297.701 inwoners (31 december 2020) op een oppervlakte van 658,61 km². Op 31 december 2020 had 16,23% van de inwoners een niet-Duits staatsburgerschap (48.330 niet-Duitsers) en hadden 320 inwoners het Nederlandse staatsburgerschap.

## Steden en gemeenten
De volgende steden en gemeenten liggen in de Landkreis (inwoners op 30-06-2006):
| Steden 1. Babenhausen (16.219) 2. Dieburg (15.233) 3. Griesheim (25.242) 4. Groß-Bieberau (4.602) 5. Groß-Umstadt (21.536) 6. Ober-Ramstadt (15.219) 7. Pfungstadt (24.921) 8. Reinheim (17.486) 9. Weiterstadt (Bestuurscentrum te Riedbahn) (24.164) | Gemeenten 1. Alsbach-Hähnlein (Bestuurscentrum te Alsbach) (9.309) 2. Bickenbach (5.401) 3. Eppertshausen (5.843) 4. Erzhausen (7.330) 5. Fischbachtal (Bestuurscentrum te Niedernhausen) (2.669) 6. Groß-Zimmern (13.853) 7. Messel (3.907) 8. Modautal (Bestuurscentrum te Brandau) (4.973) 9. Mühltal (Bestuurscentrum te Nieder-Ramstadt) (13.978) 10. Münster (14.154) 11. Otzberg (Bestuurscentrum te Lengfeld) (6.510) 12. Roßdorf (12.238) 13. Schaafheim (8.842) 14. Seeheim-Jugenheim (Bestuurscentrum te Seeheim) (16.159) |

Bergstraße · Darmstadt · Darmstadt-Dieburg · Frankfurt am Main · Fulda · Gießen · Groß-Gerau · Hersfeld-Rotenburg · Hochtaunuskreis · Kassel (stad) · Landkreis Kassel · Lahn-Dill-Kreis · Limburg-Weilburg · Main-Kinzig-Kreis · Main-Taunus-Kreis · Marburg-Biedenkopf · Odenwaldkreis · Offenbach am Main · Landkreis Offenbach · Rheingau-Taunus-Kreis · Schwalm-Eder-Kreis · Vogelsbergkreis · Waldeck-Frankenberg · Werra-Meißner-Kreis · Wetteraukreis · Wiesbaden
Alsbach-Hähnlein ·
Babenhausen ·
Bickenbach ·
Dieburg ·
Eppertshausen ·
Erzhausen ·
Fischbachtal ·
Griesheim ·
Groß-Bieberau ·
Groß-Umstadt ·
Groß-Zimmern ·
Messel ·
Modautal ·
Mühltal ·
Münster ·
Ober-Ramstadt ·
Otzberg ·
Pfungstadt ·
Reinheim ·
Roßdorf ·
Schaafheim ·
Seeheim-Jugenheim ·
Weiterstadt